# Myitkyina
Myitkyina (en birmano: မြစ်ကြီးနားမြို့ Myitkyina Muklum, MLCTS: mrac kri: na: mrui. [mjɪʔtɕíná], en jingpho: Myitkyina [mjìtkjí̠ná]) es la capital del estado Kachin en Birmania. Localizada al sur del río Ayeyarwady, justo a 40 km al sur del Myit-son, la confluencia de los ríos Mali y N'mai.
Situada en un extenso valle, el clima es extremadamente caluroso durante la temporada seca y muy húmedo en la época del monzón. 

## Toponimia
En birmano su nombre significa «cerca del gran río», dado que está ubicado al margen izquierdo del río Irawadi. En los alrededores de Myitkyina se produce un tipo de arroz, el khat cho, considerado como el de mejor calidad de todo el país.

## Historia
Durante la Segunda Guerra Mundial, Myitkyna sufrió un duro asedio de 78 días por parte de las tropas comandadas por el general estadounidense Joseph Stilwell. Las tropas del ejército japonés que ocupaban la ciudad terminaron rindiéndose a las norteamericanas que luchaban junto a tropas del Kuomintang.
En la ciudad se celebra cada año el festival Manaw, una de las celebraciones más populares del país. Sirve como celebración del año nuevo así como para conmemorar victorias en batallas o, simplemente, como motivo de reunión entre los miembros de las tribus. Durante las celebraciones los asistentes, vestidos con trajes tradicionales, bailan alrededor de una tótem pintado en colores rojo, negro y blanco.

## Demografía
| Gráfica de evolución de Myitkyina entre 2005 y 2014 |
|                                                     |

La población está compuesta por miembros de las etnias jingpo, shan, bamar así como por grupos étnicos procedentes de China y de India. Las principales religiones son el cristianismo y el budismo, aunque también se encuentra grupos reducidos de animistas, hinduistas y musulmanes.

## Transporte
La ciudad era un punto estratégico destacado, no solo por poseer una línea férrea que enlazaba con el resto del país sino porque formaba parte de la ruta planeada en la carretera Ledo. Aparte de un puerto fluvial, la ciudad dispone de un aeropuerto, el de Myitkyina.